# Brand in Universal Studios Hollywood

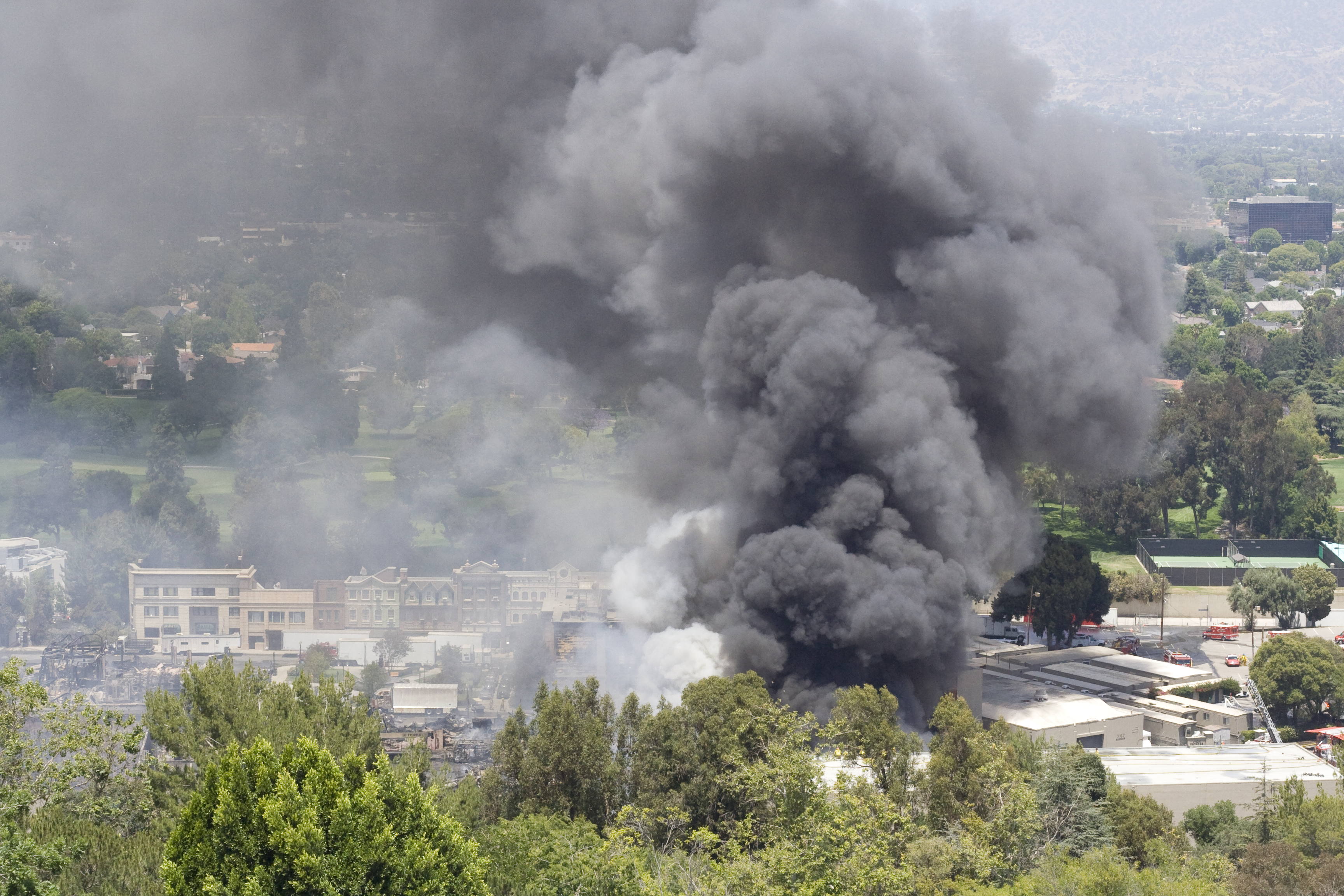
Brand in Universal Studios 2008.

Op 1 juni 2008 brak er brand uit in een aangrenzend gebied van Universal Studios Hollywood, een Amerikaanse filmstudio en themapark in het San Fernando Valley gebied van Los Angeles County in Californië. Het vuur begon, toen een arbeider een brander gebruikte om asfaltgruis te verhitten, dat op een gevel zou worden aangebracht. Hij vertrok zonder te controleren of alle plekken waren afgekoeld, zodat er een brand uitbrak met drie alarmen. Negen brandweerlieden en een hulpsheriff van Los Angeles County liepen lichte verwondingen op. De brand was na 24 uur volledig gedoofd.
Universal Pictures beweerde dat de brand een aangrenzend gebied van drie acre verwoestte, inclusief de attractie King Kong Encounter en 40.000 tot 50.000 gearchiveerde digitale video- en filmkopieën.
Een New York Times Magazine exposé uit 2019 beweerde dat de brand ook 118.000 tot 175.000 audio mastertapes van Universal Music Group (UMG) vernietigde met originele opnamen van enkele van de best verkochte artiesten wereldwijd. UMG betwistte aanvankelijk het verhaal, maar CEO Lucian Grainge bevestigde later dat er een aanzienlijk verlies aan muziekarchieven was.

## Brand
De brand begon toen een arbeider een brander gebruikte om asfaltgruis te verhitten. Het Los Angeles County Fire Department meldde dat Brownstone Street, New York Street, New England Street, de King Kong attractie, enkele gebouwen die Courthouse Square vormen, en de videokluis, die duplicaten van de filmbibliotheek van Universal bevatte, was afgebrand. Nieuwsbeelden uit de lucht legden vast dat het Courthouse-gebouw de derde brand overleefde, met alleen de westkant licht verkoold.
Meer dan 516 brandweerlieden werden ingezet, evenals twee helikopters die water lieten vallen. Negen brandweerlieden en een plaatsvervanger van de sheriff van Los Angeles liepen lichte verwondingen op. De brand duurde minstens 12 uur om te blussen, gedeeltelijk vanwege de lage waterdruk en de lage capaciteit van de buizen van Universal. Brandweerlieden moesten water uit stromen en meren aftappen.
De leidinggevenden van Universal beweerden aanvankelijk dat de brand 40.000 tot 50.000 gearchiveerde digitale video- en filmkopieën van Universal-films en tv-shows had vernietigd, waarvan sommige bijna een eeuw oud waren, inclusief de films Knocked Up en Atonement , de NBC-serie Law & Order, The Office US en Miami Vice en de CBS serie I Love Lucy. Universal president Ronald Meyer vertelde de media dat niets onvervangbaars verloren was gegaan en dat het bedrijf duplicaten had van alles wat vernietigd werd.
Enkele dagen na de brand werd gemeld dat de attractie King Kong zou worden vervangen door een nieuwe attractie. Universal keerde echter terug naar zijn oorspronkelijke plan en concentreerde zich op de nieuwe attractie King Kong: 360 3-D, gebaseerd op de King Kong film.

## 2019New York Timesrapport
In 2019 publiceerde The New York Times Magazine een onderzoekartikel van muziekjournalist Jody Rosen, waarin werd onthuld dat de schade veel ernstiger was dan de studio had beweerd.
De brand verwoestte gebouw 6197, een pakhuis naast de attractie King Kong. Naast meer video's bevatte het een enorm archief met analoge audiomastertapes van Universal Music Group (UMG). De collectie omvatte de masterbandcatalogi van vele door UMG overgenomen labels, waaronder Chess Records, Decca Records, MCA Records, Geffen Records, Interscope Records, A&M Records, Impulse! Records en hun dochtermaatschappijen. Schattingen van de individuele verloren items variëren van 118.000 tot 175.000 albums en 45-toeren single mastertapes, fonograaf masterschijven, lak en acetaat, evenals alle documentatie in de cassettedoosjes. Veel banden bevatten nog niet uitgebrachte opnamen, zoals scenes, alternatieve versies van vrijgegeven materiaal en instrumentale submaster multitracks, gemaakt voor dubbing en afmixen. Randy Aronson, destijds manager van de kluis, schat dat de masters van maar liefst 500.000 individuele nummers verloren zijn gegaan.
Tot de mogelijke verliezen behoorden de volledige catalogus van AVI Records, alle masters van Decca Records van de jaren 1930 tot de jaren 1950, de meeste originele Chess Records masters, waaronder artiesten als Chuck Berry, Muddy Waters en Howlin' Wolf, evenals de meeste van John Coltranes mastertapes uit zijn latere carrière bij Impulse! Records. Op Twitter verklaarde Rosen, dat de Coltrane-masters tot de meest uitgecheckte Impulse! items in de kluis behoorden en een bron had hem verteld dat de masters voor A Love Supreme waarschijnlijk ergens anders waren tijdens de brand.
Op 25 juni schreef Rosen een vervolgartikel, waarin hij minstens 700 extra artiesten opsomde die in interne UMG-documenten als mogelijk getroffen worden genoemd. Rosen schreef dat het onmogelijk was om te bepalen welke opnamen waren vernietigd of hoeveel van de discografie van een artiest was aangetast. Rosen zei bijvoorbeeld dat het moeilijk was om te bevestigen of de Neil Young opnamen in de documenten de originele mastertapes waren van de albums, die hij opnam voor Geffen Records in de jaren 1980 of sessie-scenes van die records. Rosen tweette dat de documenten ook verschillende Broadway cast-opnamen onder de vernietigde banden bevatten. Daarnaast zijn er verschillende niet-muzikale audio-opnamen gemeld als vernietigd, inclusief de originele opname van de preek Remaining Awake During a Great Revolution van Martin Luther King uit 1968 in de Washington National Cathedral.

### Reacties van artiesten
Bryan Adams, Semisonic-drummer Jacob Slichter en Counting Crows zanger Adam Duritz zeiden dat hun was verteld dat UMG hun banden was kwijtgeraakt. Richard Carpenter vertelde de Times dat hij was geïnformeerd over de vernietiging van zijn banden door een UMG-medewerker, terwijl hij bezig was met een heruitgave en pas nadat Carpenter meerdere hardnekkige vragen had gesteld. Na de publicatie van Rosens artikelen plaatsten verschillende betrokken muzikanten reacties op sociale media, met enkele opmerkelijke specifieke banden die mogelijk verloren zijn gegaan. Zo zei singer-songwriter Jill Sobule dat ze twee masters in het vuur had verloren, inclusief banden voor een niet eerder uitgebracht album, geproduceerd door Joe Jackson.
Op 21 juni 2019 hadden vijf aanklagers (singer-songwriter Steve Earle, de landgoederen van wijlen Tupac Shakur en Tom Petty en de bands Hole en Soundgarden) een class-action rechtszaak aangespannen bij de federale rechtbank tegen UMG. In hun klacht beweerden de eisers dat UMG artiesten nooit over de effecten van de brand heeft verteld en hadden hun contracten geschonden door de masterbandcollectie niet naar behoren te beveiligen. Ze beweerden verder dat UMG geen verzekeringen of juridische uitkeringen deelde als gevolg van de brand.
De rechtszaak beweerde ook dat Universal een hoofdinventarislijst had samengesteld van de vernietigde mastertapes. De eisers wilden de helft van alle verzekeringsuitkeringen die UMG van de brand ontving en de helft van alle verliezen die niet door die schikkingen werden gedekt, terugkrijgen. Een niet-betrokken advocaat uit de sector vertelde Billboard dat de zaak betrekking had op eigendomsrechten, zoals of UMG of de artiesten eigenaar waren van de mastertapes.
Op 17 juli besloot Universal de class action-rechtszaak af te wijzen. Op 16 augustus 2019 stopte Hole met de class action-rechtszaak, nadat UMG hen had verzekerd dat de masters van de band niet waren getroffen door de brand. Iets meer dan een maand later beweerde UMG ook dat Shakur, Earle en Petty hun masters in de brand niet hadden verloren en dat een onderzoek met Soundgarden nog aan de gang was.

Vijf dagen later eiste Universal dat Soundgarden de zaak zou laten vallen, die het label ook had willen afwijzen, daarbij verwijzend naar documentair bewijs dat het label de band in 2015 had geïnformeerd over de verloren masters en hun advocaat beschuldigde van falen om een presuit uit te voeren in de haast om als eerste een dossier in te dienen. De overgebleven bandleden hebben geweigerd. Hun advocaat Howard King vertelde aan Rolling Stone: 
Hun willekeurige deadlines hebben geen kracht of effect. Totdat UMG onthult wat het heeft verzameld voor hun procesvereisten voor uitgebreide schade aan masteropnamen, kunnen we hun late bewering dat er geen schade is geleden, niet accepteren.
 De ontslagaanvraag van Universal bevestigde ook publiekelijk dat mastertapes voor Soundgardens album Badmotorfinger waren vernietigd in de brand en dat leden van de band op de hoogte waren gebracht van de vernietiging in 2015, terwijl ze werkten aan een remaster van het album dat uiteindelijk werd voltooid met een backup-veiligheidskopie. In december 2019 oordeelde de districtsrechter John A. Kronstadt, dat Universal het ontdekkingsbewijs moest overleggen en wees het verzoek van het label om de levering uit te stellen af.
In maart 2020 stopten Soundgarden en het landgoed Shakur met de class action tegen UMG. Op 23 maart stopte ook Steve Earle, waardoor de weduwe van Tom Petty de enige overgebleven eiser was. De rechtszaak werd op 6 april 2020 afgewezen door Kronstadt.

### UMG-antwoord
UMG betwistte het artikel in The New York Times en zei dat het talrijke onnauwkeurigheden en fundamentele misverstanden bevatte over de omvang van het incident en de getroffen activa, maar kon geen details vrijgeven vanwege beperkingen.
In een Billboard interview zei UMG-archivaris Patrick Kraus dat verschillende masters van John Coltrane, Muddy Waters, Ahmad Jamal, plus items uit de catalogi van Nashboro Records en Chess Records en Impuls! Records de brand overleefden en zich nog in het archief van Universal bevonden. Rosen reageerde in zijn stuk van 25 juni en merkte op dat sommige van de masters die Kraus had genoemd de brand mogelijk hebben overleefd, omdat ze op dat moment werden gebruikt voor het remasteren van projecten, of niet de primaire bronmaster waren. Aronson bevestigde ook aan Rosen dat de overgrote meerderheid van de items in de kluis ten tijde van de brand originele masteropnamen van de primaire bron waren.

In een e-mail aan het personeel naar aanleiding van de publicatie van Rosens verhaal, bevestigde Lucian Grainge dat UMG een ernstig verlies van archiefmateriaal had geleden. Grainge schreef: 
Hoewel ik enigszins opgelucht ben door vroege rapporten van ons team dat veel van de beweringen en de daaropvolgende speculaties niet kloppen, één ding is duidelijk: het verlies van zelfs maar een enkel stukje gearchiveerd materiaal is hartverscheurend.
 Hij schreef dat het volkomen onaanvaardbaar was dat hun artiesten de details niet kenden en beloofde om antwoorden te leveren. Op 26 juni stuurde Kraus een memo uit aan het personeel met een gedetailleerd plan van UMG om te bepalen welke activa waren aangetast.
Een maand nadat het verhaal was uitgekomen, stuurde Kraus een interne notitie aan de staf van Universal, waarin hij beweerde dat slechts 22 oorspronkelijke masteropnamen van vijf artiesten verloren waren gegaan in de brand en dat er reservekopieën waren gevonden voor elke verloren master. Hij voegde eraan toe dat UMG verzoeken heeft behandeld van meer dan 200 artiesten en hun vertegenwoordigers. Kraus zei dat zijn team meer dan 26.000 items van 30 artiesten had beoordeeld. Uit dat voorbeeld kunnen 424 items (waaronder 349 audio-opnamen) verloren zijn gegaan als gevolg van de brand. Op 4 november 2019 beweerde een advocaat die Universal vertegenwoordigde dat de artiesten geen compensatie zouden ontvangen.

## Lijst van getroffen artiesten, volgensThe New York Times
Deze lijst wordt bijna volledig betwist door Universal, zoals hierboven vermeld.
Volgens The New York Times Magazine zijn onder meer artiesten van wie de originele masteropnamen geheel of gedeeltelijk zijn vernietigd tijdens de brand van 2008:
- 38 Special
- 50 Cent
- Aaron Hall
- Aaron Neville
- Adam Ant
- Aerosmith
- Ahmad Jamal
- Al Green
- Al Hibbler
- Al Jolson
- Albert Ayler
- Alice Coltrane
- Alvin Cash
- Amy Grant
- Andy Kim
- Andy Summers
- Archie Bell & the Drells
- Archie Shepp
- Aretha Franklin
- Art Blakey
- Art Farmer
- Art Neville
- Ashlee Simpson
- Asia
- Asleep at the Wheel
- Audioslave
- Average White Band
- B.B. King
- B.J. Thomas
- Baby Washington
- Baja Marimba Band
- Baker Knight
- Barbara Carr
- Barbara Cook
- Barbara Mandrell
- Barry Gibb
- Barry McGuire
- Barry White
- Beck
- Belinda Carlisle
- Bell Biv DeVoe
- Ben Sidran
- Ben Webster
- Benny Carter
- Benny Goodman
- Berlin
- Bernadette Peters
- Bert Kaempfert
- Betty Carter
- Betty Everett
- Beverly Jenkins
- Big Bill Broonzy
- Big Mama Thornton
- Big Walter Horton
- Bill Anderson
- Bill Cosby
- Bill Haley & His Comets
- Bill Monroe
- Bill Wyman
- Billie Holiday
- Billy Davis jr.
- Billy Preston
- Billy Stewart
- Billy Taylor
- Billy Vaughan
- Bing Crosby
- Blackstreet
- Blink-182
- Blues Traveler
- Bo Diddley
- Bob Braun
- Bob Crosby
- Bob Hope
- Bob Kames
- Bobby "Blue" Bland
- Bobby Brown
- Bobby Charles
- Bobby Darin
- Bobby Helms
- Bobby Vinton
- Bobby Womack
- Booker T. Jones
- Boris Karloff
- Boston
- Brenda Lee
- Brenda Russell
- Brian Hyland
- Bryan Adams
- Buddy Greco
- Buddy Guy
- Buddy Hackett
- Buddy Holly
- Buddy Montgomery
- Buddy Rich
- Buffy Sainte-Marie
- Burl Ives
- Burt Bacharach
- Busta Rhymes
- C. L. Franklin
- Cab Calloway
- Captain & Tennille
- Captain Beefheart
- Captain Sensible
- Carl Carlton
- Carmen McRae
- Carol Burnett
- Carter Family
- Cass Elliot
- Cat Stevens
- CeCe Peniston
- Chaka Khan
- Charles Mingus
- Charlie Haden
- Charlie Sexton
- Charlie Teagarden
- Checkmates, Ltd.
- Cheech & Chong
- Cher
- Chet Baker
- Chico Hamilton
- Chico O'Farrill
- Chris de Burgh
- Chris Knight
- Chris Rock
- Chris Stamey
- Chubby Checker
- Chuck Berry
- Chuck Mangione
- Clara Ward
- Clarence 'Frogman' Henry
- Clarence 'Gatemouth' Brown
- Clark Terry
- Clifford Coulter
- Clyde McPhatter
- Coleman Hawkins
- Colonel Abrams
- Colosseum
- Common
- Connee Boswell
- Conway Twitty
- Cookie and his Cupcakes
- Count Basie
- Counting Crows
- Coverdale•Page
- Crosby & Nash
- Curtis Fuller
- Dale Hawkins
- Dan Hartman
- Dan Hicks
- Danni Leigh
- Dannie Richmond
- Danny & The Juniors
- Danny Elfman
- Dave 'Baby' Cortez
- Dave Brubeck
- Dave Grusin
- Dave Mackay
- Dave Mason
- David & David
- David Benoit
- David Crosby
- Dawn Sears
- Deanna Durbin
- Debbie Reynolds
- Deborah Cox
- Delbert McClinton
- Della Reese
- Denise LaSalle
- Dennis DeYoung
- Dewey Redman
- Dexter Gordon
- Difford & Tilbrook
- Dillard & Clark
- Dinah Shore
- Dizzy Gillespie
- DJ Shadow
- Dobie Gray
- Doc Pomus
- Doctor Ross
- Dolly Parton
- Don Cherry
- Don Costa
- Don Everly
- Don Henley
- Don Williams
- Donna Fargo
- Duff McKagan
- Duke Ellington
- Eagles
- Earl Grant
- Earl Hines
- Eartha Kitt
- Eddie Bo
- Eddie Boyd
- Eddie Holman
- Eddie South
- Edie Brickell & New Bohemians
- El Chicano
- Ella Fitzgerald
- Elmer Bernstein
- Elmore James
- Elton John
- Elvin Jones
- Emil Richards
- Eminem
- Emitt Rhodes
- Engelbert Humperdinck
- Ennio Morricone
- Enoch Light
- Eric B. & Rakim
- Eric Carmen
- Eric Clapton
- Ernest Tubb
- Erroll Garner
- Ethel Merman
- Etta James
- Extreme
- Eydie Gormé
- Faron Young
- Fats Domino
- Ferrante & Teicher
- Fever Tree
- Florence Ballard
- Fontella Bass
- Four Tops
- Franke and the Knockouts
- Frankie Laine
- Frazier River
- Freda Payne
- Freddie Hart
- Freddie Hubbard
- Freddy Fender
- Fritz Schulz-Reichel
- Gábor Szabó
- Garland Jeffreys
- Gary Allan
- Gary McFarland
- Gato Barbieri
- Gene Ammons
- Gene Clark
- Gene Kelly
- Gene Loves Jezebel
- George Benson
- George Hamilton IV
- George Jones
- George Strait
- George Wein
- Georgia Gibbs
- Georgie Shaw
- Gerry Mulligan
- Gerry Rafferty
- Gil Evans
- Gin Blossoms
- Gino Vannelli
- Gladys Knight & the Pips
- Glass Harp
- Glen Campbell
- Glenn Frey
- Gloria Coleman
- Golden Earring
- Gordon Jenkins
- Grady Tate
- Grand Funk Railroad
- Groucho Marx
- Guns N' Roses
- Guy Lombardo
- Gwen Stefani
- Hal Blaine
- Hamilton, Joe Frank & Reynolds
- Hank Ballard
- Hank Garland
- Hank Jones
- Hank Thompson
- Harold Faltermeyer
- Harvey Fuqua
- Hazel O'Connor
- Head East
- Heavy D
- Helen Darling
- Hoagy Carmichael
- Hole
- Howard Roberts
- Howlin' Wolf
- Hoyt Axton
- Hugh Masekela
- Humble Pie
- Iggy Pop
- Ike Turner
- Irene Cara
- Irma Thomas
- Iron Butterfly
- J.B. Lenoir
- J.J. Johnson
- Jack DeJohnette
- Jack Greene
- Jack Jones
- Jack McDuff
- Jack McVea
- Jackie Brenston
- Jackie Paris
- Jackie Ross
- James Gang
- Jan Bradley
- Jan Hammer
- Jan Howard
- Jane Morgan
- Janet Jackson
- Jason & The Scorchers
- Jawbreaker
- Jazzbo Collins
- Jeannie Seely
- Jeffrey Osborne
- Jennifer Holliday
- Jerry Fuller
- Jerry Jeff Walker
- Jerry Lee Lewis
- Jerry Lewis
- Jerry Mason
- Jessie Hill
- Jill Sobule
- Jimmy Buffett
- Jimmy Cliff
- Jimmy Donley
- Jimmy Dorsey
- Jimmy Durante
- Jimmy Eat World
- Jimmy Garrison
- Jimmy McCracklin
- Jimmy Nelson
- Jimmy Ponder
- Jimmy Rogers
- Jimmy Witherspoon
- Jo Stafford
- Joachim Kühn
- Joan Armatrading
- Joan Baez
- Jodeci
- Jody Watley
- Jody Williams
- Joe Cocker
- Joe Ely
- Joe Jackson
- Joe Sample
- Joe Stampley
- Joe Walsh
- John Anderson
- John Brim
- John Coltrane
- John Entwistle
- John Fogerty
- John Handy
- John Hiatt
- John Klemmer
- John Lee Hooker
- John Mayall
- John Mellencamp
- John Phillips
- John Williams
- Johnnie & Joe
- Johnny "Guitar" Watson
- Johnny Ace
- Johnny Burnette
- Johnny Hartman
- Johnny Nash
- Johnny Winter
- Joni Mitchell
- Judy Collins
- Judy Garland
- Junior Parker
- Jurassic 5
- Kai Winding
- Kalin Twins
- Kansas
- Karen Carpenter
- Kate Smith
- Kay Starr
- K-Ci & JoJo
- Keely Smith
- Keith Green
- Keith Jarrett
- Ken Nordine
- Kenny Dorham
- Kenny Rankin
- Kim Wilde
- King Floyd
- Kitty Kallen
- Kitty Wells
- Klymaxx
- Koko Taylor
- Krokus
- L.A. Dream Team
- L.T.D.
- Lafayette Leake
- Lambert, Hendricks & Ross
- Lamont Dozier
- Lani Hall
- Larry Gatlin
- Larry Williams
- Laura Lee
- Lawrence Brown
- Lawrence Welk
- Leapy Lee
- Lee Andrews & the Hearts
- Lee Ann Womack
- Lee Dorsey
- Lee Greenwood
- Lefty Frizzell
- Len Barry
- Lenny Dee
- Lenny Welch
- Lenny Williams
- Leo Parker
- Leon Russell
- Leona Williams
- Leonard Nimoy
- Leroy Pullins
- Leroy Van Dyke
- Les Brown jr.
- Les McCann
- Les Paul
- Lesley Gore
- Liberace
- Lifehouse
- Limp Bizkit
- Lionel Hampton
- Lisa Loeb
- Little Milton
- Little River Band
- Little Walter
- Liza Minnelli
- Lloyd Price
- Lobo
- Lone Justice
- Lonnie Brooks
- Lord Tracy
- Loretta Lynn
- Lorez Alexandria
- Louie Bellson
- Louis Armstrong
- Louis Jordan
- Louis Prima
- Love
- Love Unlimited
- Lucky Thompson
- Lyle Lovett
- Lyle Mays
- Lynyrd Skynyrd
- Mac Davis
- Mae West
- Manny Albam
- Maria McKee
- The Trapp Family Singers
- Marian McPartland
- Marilyn McCoo
- Marion Brown
- Mark Chesnutt
- Mark-Almond
- Marlena Shaw
- Marshall Brown
- Marshall Crenshaw
- Martha Reeves
- Marti Jones
- Martin Luther King jr.
- Martin Mull
- Marty Roberts
- Marvin Hamlisch
- Mary J. Blige
- Matthews Southern Comfort
- Max Roach
- McCoy Tyner
- McKendree Spring
- Meade Lux Lewis
- Meat Loaf
- Mel Brown
- Mel Tillis
- Mel Tormé
- Melissa Manchester
- Memphis Slim
- Merle Haggard
- Merry Clayton
- Michael Brown
- Michael Stanley
- Michael Utley
- Michael White
- Mighty Clouds of Joy
- Milt Herth
- Milt Jackson
- Milton Nascimento
- Miriam Makeba
- Mitch Ryder
- Mitty Collier
- Moms Mabley
- Monk Higgins
- Mos Def
- Muddy Waters
- Nanci Griffith
- Nat Adderley
- Nazareth
- Neil Diamond
- Neil Sedaka
- Neil Young
- Nelly Furtado
- Nelson
- New Edition
- New Riders of the Purple Sage
- Night Ranger
- Nils Lofgren
- Nine Inch Nails
- Nirvana
- Nitty Gritty Dirt Band
- No Doubt
- Nuno Bettencourt
- O.V. Wright
- Oingo Boingo
- Oliver Nelson
- Olivia Newton-John
- One Flew South
- Orleans
- Ornette Coleman
- Oscar Brand
- Otis Rush
- Owen Bradley
- P.F. Sloan
- Pat Boone
- Pat Metheny
- Patsy Cline
- Patti Austin
- Patti LaBelle
- Patty Griffin
- Patty Loveless
- Patty Smyth
- Paul Anka
- Paul Evans
- Paul Gonsalves
- Paul Horn
- Paul Williams
- Peaches & Herb
- Pee Wee Russell
- Peggy Lee
- Percy Mayfield
- Peter Case
- Peter Frampton
- Petula Clark
- Pharoah Sanders
- Phil Ochs
- Phil Upchurch
- Phil Woods
- Pigmeat Markham
- Poco
- Porter Wagoner
- Primus
- Puddle of Mudd
- Quarterflash
- Queen Latifah
- Quincy Jones
- R.E.M.
- Ralph Tresvant
- Ramsey Lewis
- Ray Charles
- The Ray Charles Singers
- Ray Parker Jr.
- Razzy Bailey
- Reba McEntire
- Rebecca Lynn Howard
- Red Allen
- Red Foley
- Red Norvo
- Red Prysock
- Rhett Akins
- Ric Ocasek
- Richard Carpenter
- Richard Davis
- Richard Harris
- Richie Havens
- Rick Wakeman
- Rickie Lee Jones
- Ricky Nelson
- Riders in the Sky
- Rita Coolidge
- Rob Zombie
- Robert Greenidge
- Robert Lee McCollum
- Robert Maxwell
- Robin Thicke
- Rodney Crowell
- Rodney Dangerfield
- Roger Hodgson
- Roger Miller
- Roger Williams
- Roland Kirk
- Rolf Kühn
- Rosanne Cash
- Rosco Gordon
- Rose Royce
- Rosemary Clooney
- Roswell Rudd
- Rotary Connection
- Roy Clark
- Roy Drusky
- Roy Haynes
- Rufus
- Rufus Thomas
- Rufus Wainwright
- Russ Morgan
- Rusty York
- Sam Rivers
- Sammy Davis jr.
- Sammy Kaye
- Sandy Denny
- Semisonic
- Sérgio Mendes
- Shane Stockton
- Shel Silverstein
- Shelly Manne
- Sheryl Crow
- Shirley Horn
- Shirley Scott
- Sidney Bechet
- Silver Apples
- Sister Rosetta Tharpe
- Slappy White
- Slim Harpo
- Smash Mouth
- Snoop Dogg
- Soft Machine
- Sonic Youth
- Sonny & Cher
- Sonny Boy Williamson
- Sonny Rollins
- Sonny Stitt
- Soundgarden
- Southern Culture on the Skids
- Spinal Tap
- Spooner Oldham
- Squeeze
- Stan Ridgway
- Stanley Turrentine
- Stealers Wheel
- Steely Dan
- Stephanie Mills
- Stephen Bishop
- Steppenwolf
- Steve Allen
- Steve and Eydie
- Steve Earle
- Steve Kuhn
- Steve Lawrence
- Steve Marriott
- Stewart Copeland
- Sting
- Stix Hooper
- Strawberry Alarm Clock
- Strawbs
- Styx
- Sublime
- Sugar Pie DeSanto
- Sum 41
- Sun Ra
- Supertramp
- Suzanne Vega
- Sylvia Syms
- t.A.T.u.
- Tab Smith
- Tamiko Jones
- Tanya Tucker
- T-Bone Burnett
- Teddy Grace
- Temple of the Dog
- Teresa Brewer
- Terri Gibbs
- Terri Nunn
- Terry Callier
- Tesla
- The 5th Dimension
- The Ames Brothers
- The Andrews Sisters
- The Banana Splits
- The Beat Farmers
- The Blind Boys of Alabama
- The Brothers Johnson
- The Call
- The Carpenters
- The Chi-Lites
- The Corsairs
- The Crew-Cuts
- The Cuff Links
- The Damned
- The Dells
- The Del-Vikings
- The Desert Rose Band
- The Dixie Hummingbirds
- The Dramatics
- The Dream Syndicate
- The Dream Weavers
- The Falcons
- The Fixx
- The Flamingos
- The Flying Burrito Brothers
- The Four Aces
- The Free Movement
- The Grass Roots
- The Hollywood Flames
- The Impressions
- The Ink Spots
- The Jets
- The Joe Perry Project
- The Jordanaires
- The Kingsmen
- The Kingston Trio
- The Lennon Sisters
- The Lightning Seeds
- The Louvin Brothers
- The Mamas and the Papas
- The Mavericks
- The McGuire Sisters
- The Mills Brothers
- The Moody Blues
- The Moonglows
- The Neville Brothers
- The Oak Ridge Boys
- The O'Jays
- The Outfield
- The Peppermint Rainbow
- The Persuasions
- The Pointer Sisters
- The Police
- The Pussycat Dolls
- The Radiants
- The Ray-O-Vacs
- The Rays
- The Roches
- The Roots
- The Russian Jazz Quartet
- The Sandpipers
- The Simon Sisters
- The Simpsons
- The Soul Stirrers
- The Sparkletones
- The Spokesmen
- The Sundowners
- The Surfaris
- The Tams
- The Tragically Hip
- The Tubes
- The Tune Weavers
- The Vibrations
- The Waikikis
- The Wallflowers
- The Watchmen
- The Weavers
- The Who
- Thelma Houston
- Three Dog Night
- Three Stooges
- Tiffany
- Tim Curry
- Toby Keith
- Tom Glazer
- Tom Jones
- Tom Petty and the Heartbreakers
- Tom Scott
- Tommy & the Tom Toms
- Tommy Dorsey
- Tommy Roe
- Tommy Tucker
- Tompall Glaser
- Toni Arden
- Toots Thielemans
- Tupac Shakur
- Valaida Snow
- Van McCoy
- Van Zant
- Vaughn Monroe
- Veruca Salt
- Vicki Lawrence
- Vincent Bell
- Voivod
- Wade Marcus
- Walter Brennan
- Walter Winchell
- Wang Chung
- War
- Warner Mack
- Warren Covington
- Warrior Soul
- Was (Not Was)
- Washboard Sam
- Wayne Cochran
- We Five
- Webb Pierce
- Weezer
- Wes Montgomery
- White Zombie
- Whitesnake
- Whoopi Goldberg
- Whycliffe
- Willie Dixon
- Willie Mabon
- Willmer "Little Ax" Broadnax
- Wink Martindale
- Wishbone Ash
- Woody Herman
- Wrecks-N-Effect
- Xavier Cugat
- Y&T
- Yma Sumac
- Yoko Ono
- Young Black Teenagers
- Yusef Lateef
- Yvonne Elliman
- Zoot Sims